# Luftskib L 45
Luftskib L 45 var en R-klasse super-zeppeliner, som blev bygget af Luftschiffbau Zeppelin i Berlin-Staaken til den tyske Kaiserliche Marine.
Luftskibet fløj første gang 2. april 1917 og stationeredes i Ahlhorn sydvest for Bremen under ledelse af kommandant Waldemar Kölle.
Han flyttede den 5. juni 1917 luftskibet til Tønder og deltog 19. oktober 1917 i det berømte Silent Raid, hvor L 45 bombarderede Piccadilly Circus i London.
Dagen efter nødlandede L 45 i Sydøstfrankrig og sattes i brand inden besætningen blev taget som krigsfanger.

## Besætning
Den 7. april 1917 blev L 45 overdraget til den Kaiserliche Marine og kaptajnløjtnant Waldemar Kölle, som var kommandant på 24 flyvninger, heraf 12 rekognosceringer og 3 bombetogter.
Som 1. officer for Kölle var fra starten Oberleutnant zur See (premierløjtnant) Bernhard Dinter mens luftskibet var stationeret i Ahlhorns Aladin-hal, sydvest for Bremen.
Dinter afløstes i starten af maj af oberstløjtnant Schütz, som muligvis året inden havde været 1. officer for hauptmann Stelling på L 9 og muligvis L 21.
Den 5. juni 1917 flyttede Kölle og Schütz L 45 til Toska-dobbelthallen på luftskibsbasen i Tønder.
Bernhard Dinter forfremmedes 14. juni 1917 til kommandant på L 23, som også havde base i Tønder, fordi den hidtidige kommandant Ludwig Bockholt var udpeget til at flyve forsyninger til Tysk Østafrika.
Den 21. august 1917 blev L 23 skudt ned over Nordsøen og hele dens besætning omkom.

## Bombetogt 23./24. maj 1917 fra Ahlhorn
Natten mellem 23. og 24. maj 1917 var planlagt et bombetogt mod London med 5 af marinens luftskibe.
Foruden L 45 med officererne Kölle og Schütz fra Ahlhorn deltog L 40 (E. Sommerfeldt), L 42 (Martin Dietrich), L 43 (Hermann Kraushaar) og L 47 (Richard Wolff).

Togtet var en fiasko på grund af skydække og vind. Der kastedes 60 bomber over land og 1 person dræbtes. L 40 undslap et flyvebådsangreb ved Terschelling.

## Silent Raid 19. oktober 1917 fra Tønder
I det såkaldte Silent Raid mod England fredag aften den 19. oktober 1917, som foregik i så stor højde at ingen engelske jagerfly kunne nå højt nok op til at skyde de 11 angribende zeppelinere ned, deltog L 45 med kommandant Waldemar Kölle og L 54 med kommandant Buttlar-Brandenfels fra luftskibsbasen i Tønder, sammen med 9 andre luftskibe fra Ahlhorn sydvest for Bremen, Nordholz ved Cuxhaven og Wittmundhafen i Nordfrisland. Luftskibene fløj i 4,8 km højde mens en stærk kold vind var ved at blæse op fra nord.
Der kastedes 274 bomber over England fra en rekordstor højde langt over 5 km.

Blandt de deltagende luftskibe kan nævnes, at L 54 (Buttlar-Brandenfels) returnerede til Tønder uden at gøre skade og L 41 (Kuno Manger) via Belgien nåede hjem til Ahlhorn, hvorimod L 45 og 4 andre deltagende luftskibe gik tabt.

L 44 (Stabbert) blev skudt ned over Lorraine.
L 49 (Gayer) og L 50 nødlandede i Haute-Marne, men L 50 lettede med 4 ombordværende og forsvandt sporløst over Middelhavet.
L 55 (Flemming) ødelagdes under nødlanding ved Werra-floden i Thüringen.

### Bombning af Northampton
L 45 skulle ifølge planen bombardere Sheffield og nåede kl. 20.20 planmæssigt kysten ved Withernsea ved Humber, men måtte dreje mod sydvest og var kl. 21.50 kun nået videre til omkring Leicester, hvor det blev opdaget af et RAF F.E.2b-jagerfly fra Royal Flying Corps, som affyrede 3 runder skud, men kunne ikke følge med.
Der fortsattes sydover og kl. 22.45 indledte L 45 bombardement af Northampton med 22 bomber, heraf 9 brandbomber.
Bomberne faldt over bydelene Kingsthorpe, Dallington, Far Cotton og endelig St. James End lige vest for banegården, hvor den 5. bombe ramte gennem taget på Parkwood Street 46 og straks dræbte fru Eliza Gammons i soveværelset, mens hendes 13-årige tvillingedøtre Gladys og Lily senere døde af deres brandsår og shock.

En af bomberne fra Northampton vises nu på Sywell Aviation Museum 10 km nordøst for Northampton.

### Bombning af London
L 45 fortsatte sydover, men omkring kl. 23.30 så Kölle en masse lys og blev klar over luftskibet var over det nordvestlige London, hvor første bombe kastedes tæt ved Hendon Aerodrome og gjorde en del skade på Grahame-White flyfabrikken.

På ruten mod centrum fulgtes hovedvej A5 (Kilburn Road) og de næste bomber faldt tæt ved Cricklewood jernbanestationen.

Ved Piccadilly Circus smadrede en 300 kg højeksplosiv bombe hele facaden på stormagasinet Swan & Edgar og dræbte 5 mænd og 2 kvinder, foruden at såre 18. De fleste ventede på bus.
Bomben sprængte et hul med 10 fod i diameter og 4 fod i dybden ned til en kælder under gaden mellem stormagasinet og te-butikken Cabin.

Syd for Themsen i Southwark-bydelen Camberwell ødelagde en bombe 3 huse i Albany Road tæt ved Burgess Park, hvor der dræbtes 10-12 personer og såredes mange, bl.a. i en fiske-restaurant, hvor en sømand på orlov holdt fest.

Endelig ramte en stor bombe Hither Green i den sydøstlige bydel Lewisham og ødelagde 26 småhuse, hvor 15 døde og 8 såredes. 12 af de døde var børn eller teenagere. De 8 døde var fra familien Kingston og de 4 fra familien Milgate.

Husene lå ved Glenview Road, som ved senere byfornyelse og byggeri af Hither Green jernbanestationen er omdøbt til Nightingale Grove.
I det disede vejr højt over London så L 45's besætning mindst 20 søgelys, men blev ikke opdaget.
L 45 forsøgte at gå ned i lavere højde, men forfulgtes over Sydengland af et engelsk RAF B.E.2-jagerfly fløjet af løjtnant Pritchard og luftskibet måtte igen gå op i en ekstrem højde med kraftig turbulens og frost, hvor der var mekaniske problemer med styring, motorstop, benzinlækager og besætningen fik højdesyge.

### Nødlanding i Sydøstfrankrig 20. oktober 1917
Undsluppet over den Engelske Kanal fortsatte L 45 ind over Belgien og Frankrig forbi Amiens og Compiègne med kurs mod det krigsneutrale Schweiz.
Ved passage af Lyon i 500 meters højde sendtes et jagerfly afsted fra Meyzieu øst for byen, som jagede luftskibet mod syd over Saint-Marcellin (Isère), men over Vercors-højlandet måtte flyet opgive og vende om med benzin-mangel.
Waldemar Kölle valgte kl. 10.50 at nødlande på en tørlagt ø ved Buëch-flodens venstre flodbred i kommunen Mison tæt på Laragne-Montéglin (nord for Sisteron) i regionen Provence-Alpes-Côte d'Azur i Sydøstfrankrig.
Ikke alle mand nåede at springe ud i første omgang, men resten nåede senere sikkert ud, efter luftskibet havde lagt sig mod bjergsiden langs floden. Den i alt 19 mand besætning forsøgtes stoppet af landmandskonen madame Dupont, som ikke kunne forhindre, at luftskibet til sidst blev skudt i brand med en signalpistol.

### Forhør og krigsfangenskab
Om eftermiddagen lørdag den 20. oktober vistnok omkring kl. 16 førtes de 19 mænd til Laragne, hvor de kom under det første forhør af lokale gendarmer. Ifølge andre kilder kørtes de til Sisteron og interneredes der.
Waldemar Kölle kom under forhør af lederen af det tyske departement major French og nedskrev 1. november 1917 en beretning om forhøret, som det senere lykkedes en udvekslet fange at udsmugle i sin støvlehæl til luftskibschef Peter Strasser i Nordholz, som modtog og 25. april 1918 beretningen, der afslørede at den britiske efterretningstjeneste Naval Intelligence Division havde detaljerede opdaterede informationer om den tyske marineluftskibe og alle deres kommandanter, bl.a. om Bockholts tophemmelige Afrika-mission.
Advarslen resulterede i, at 3 personer fra luftskibsbasen i Tønder og 2 fra Nordholz kom under mistanke for spionage og blevet skudt.
De nærmere omstændigheder bliver næppe opklaret, eftersom arkivmaterialet er gået tabt.

L 45's besætning holdtes som krigsfanger indtil 1. verdenskrigs afslutning, hvor de blev frigivet, bortset fra Waldemar Kölle, som mentes at have begået krigsforbrydelser ved at myrde civile i henhold til Versaillestraktatens § 228.
Han forblev fængslet i Roanne indtil 1921, men løsladtes derpå uden sigtelse.

### Moderne inspiration
Flere af de omkring 30 dræbte fra L 45's deltagelse i 1. verdenskrigs sidste bombardement af London bar navnet Lily, hvilket i 1957 inspirerede Henry Williamson til at skrive romanen The Golden Virgin, hvor hovedpersonen Lily Cornford oplever bombardementet.

Også Kate Bush inspireredes 1993 til sangen Lily.

## Eksterne links
| - Zeppelin L 45 - Luftschiffe in Tondern Arkiveret 14. august 2017 hos Wayback Machine - Geschichte des Luftschiffhafens Arkiveret 6. marts 2016 hos Wayback Machine - zeppelin-museum.dk - Luftschiff L 45 - frontflieger.de - LZ 85 - luftschiff.de - LZ85 Arkiveret 29. oktober 2014 hos Wayback Machine - sebastianrusche.com | - Lz85 - L45 Arkiveret 5. marts 2016 hos Wayback Machine - p159.phpnet.org (fransk) - Zeppelin L-45 - LZ-85 Arkiveret 18. december 2014 hos Wayback Machine - wwi.hut2.ru (russisk) - LZ85(L45) - air-ship.info (kinesisk) - 20-Oct-1917 Zeppelin LZ.85 - Aviation Safety Network |

1. ↑  Zeppelin over Essex Arkiveret 12. februar 2015 hos  Wayback Machine - 1914-1918.invisionzone.com
2. ↑  The silent raid Arkiveret 12. februar 2015 hos  Wayback Machine - vimu.info
3. ↑  Silent Raid - The untold story Arkiveret 23. december 2014 hos  Wayback Machine - crossandcockade.com
4. ↑  The war in the air - Being the Story of the part played in the Great War by the Royal Air Force, af H.A. Jones (1935), side 97
5. ↑  Angriff eines Luftschiffgeschwaders auf England (Der Weltkrieg am 21. Oktober 1917) - stahlgewitter.com
6. ↑  The German air raids on Great Britain, 1914-1918 Arkiveret 23. december 2014 hos  Wayback Machine - naval-military-press.com
7. ↑  L45, L50 et le L55 Arkiveret 12. februar 2015 hos  Wayback Machine - lzdream.net
8. ↑  Parkwood Street, Northampton: Zeppelin Raid - BBC 28. maj 2014
9. ↑  The Airship Arkiveret 1. februar 2014 hos  Wayback Machine - cottonites.co.uk
10. ↑  Museum Bombed! Arkiveret 12. februar 2015 hos  Wayback Machine - sywellaerodrome.co.uk
11. ↑  Bomb from deadly Zeppelin raid to go on display Arkiveret 12. februar 2015 hos  Wayback Machine - northamptonchron.co.uk
12. ↑  The Silent Raid Arkiveret 28. december 2014 hos  Wayback Machine - London 1914-17: The Zeppelin Menace, af Ian Castle (2008). ISBN 9781846032455
13. ↑  The Silent Raid - Traduction des pages 86 à 89 Arkiveret 12. februar 2015 hos  Wayback Machine - lzdream.net
14. ↑  When a Zeppelin flew over Kilburn - westhampsteadlife.com
15. ↑  Raid 9: 19 Oct 1917 (Zeppelins over London) - Google Maps
16. ↑  The Air Assassins - Dominion 19. marts 1919
17. ↑  Bomb damage: war comes to Camberwell - bridgetonowhere.friendsofburgesspark.org.uk
18. ↑  The Zeppelin Attack on Hither Green - runner500.wordpress.com
19. ↑  World War I Air Raid, 19/20 October 1917 Air Raid - lewishamwarmemorials.wikidot.com
20. ↑  A Laragne Arkiveret 12. februar 2015 hos  Wayback Machine (Le Raid des Zeppelins) - L'Express du Midi 21. oktober 1917
21. ↑  Le désastre des zeppelins en France - L'Impartial 22. oktober 1917
22. ↑  Le Zeppelin L 45 Echoué à Laragne le 20 Octobre 1917 - cartalpes.fr
23. ↑  Histoire du L45 dit « Zeppelin de Laragne » - ubaye-en-cartes.e-monsite.com
24. ↑  Zeppelin tombé à Laragne le 20 octobre 1917 - acbiviers-unc-dauphine.com
25. ↑  Sujet: chute de zeppelin dans les hautes alpes? Arkiveret 18. december 2014 hos  Wayback Machine - pages14-18.mesdiscussions.net
26. ↑  L'atterissage du zeppelin L45 à Laragne-Monteglin le 20 octobre 1917 - sylviedamagnez.canalblog.com
27. ↑  French bring down five zeppelins - New York Times 21. oktober 1917
28. ↑  Zeppelin Raids - Otago Daily Times 23. oktober 1917
29. ↑  The Zeppelin Raids - Colonist 25. oktober 1917
30. ↑  Vzducholodě v první světové válce (technický rozvoj) - valka.cz
31. ↑  Skudt for spionage (En Luftskibsbase i Tønder) - dengang.dk
32. ↑  Einige Aspekte zur Afrika-Fahrt des Marine-Luftschiffes L 59 Arkiveret 6. august 2014 hos  Wayback Machine - traditionsverband.de
33. ↑  Bill Woerlee Arkiveret 12. februar 2015 hos  Wayback Machine - craigcrawford.com
34. ↑  The Golden Virgin, af Henry Williamson (1957)
35. ↑  The Golden Virgin - henrywilliamson.co.uk
36. ↑  Lily, af Kate Bush - Youtube